# Falla de San Andrés
La falla de San Andrés, o de San Andreas (en anglès San Andreas Fault), és una falla tectònica que té una longitud aproximada de 2.900 km i que transcorre a través de Califòrnia (Estats Units). També fa 100 km de profunditat i es ramifica en la falla de San Jacinto i ambdues s'uneixen al nord del poble de San Bernardino. Aquesta última continua fins al sud-est formant la fossa del golf de Califòrnia. La falla de San Andrés marca el límit entre la placa del Pacífic i la placa nord-americana. Aquesta falla és famosa per les greus conseqüències dels terratrèmols que produeix.
Es creu que la península de la Baixa Califòrnia es va formar a causa del desplaçament d'un bloc continental, procés que actualment continua essent actiu. El mateix procés està impulsant la ciutat de Los Angeles cap a la badia de San Francisco a una velocitat d'uns 0,6 cm cada any. Un desplaçament que, d'altra banda, tradicionalment ha causat nombrosos danys a les infraestructures i als edificis.
El fet és que la placa tectònica pacífica mou la nord-americana per davall, però per l'escorça no es mou, de manera que s'hi està congriant molta pressió. Això pot fer que, un moment o altre, la placa nord-americana no aguantarà la pressió i retornarà allà on estava abans que la placa pacífica l'empenyés, però fent un cop sec, cosa que segurament generarà un enorme terratrèmol.